# Nunatak

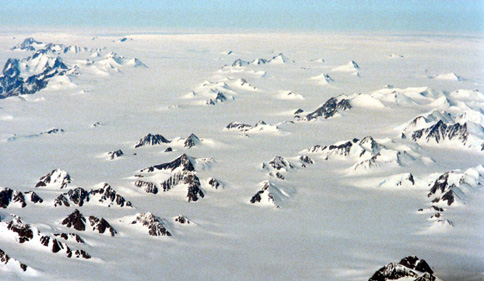
Nunataki na wschodnim wybrzeżu Grenlandii

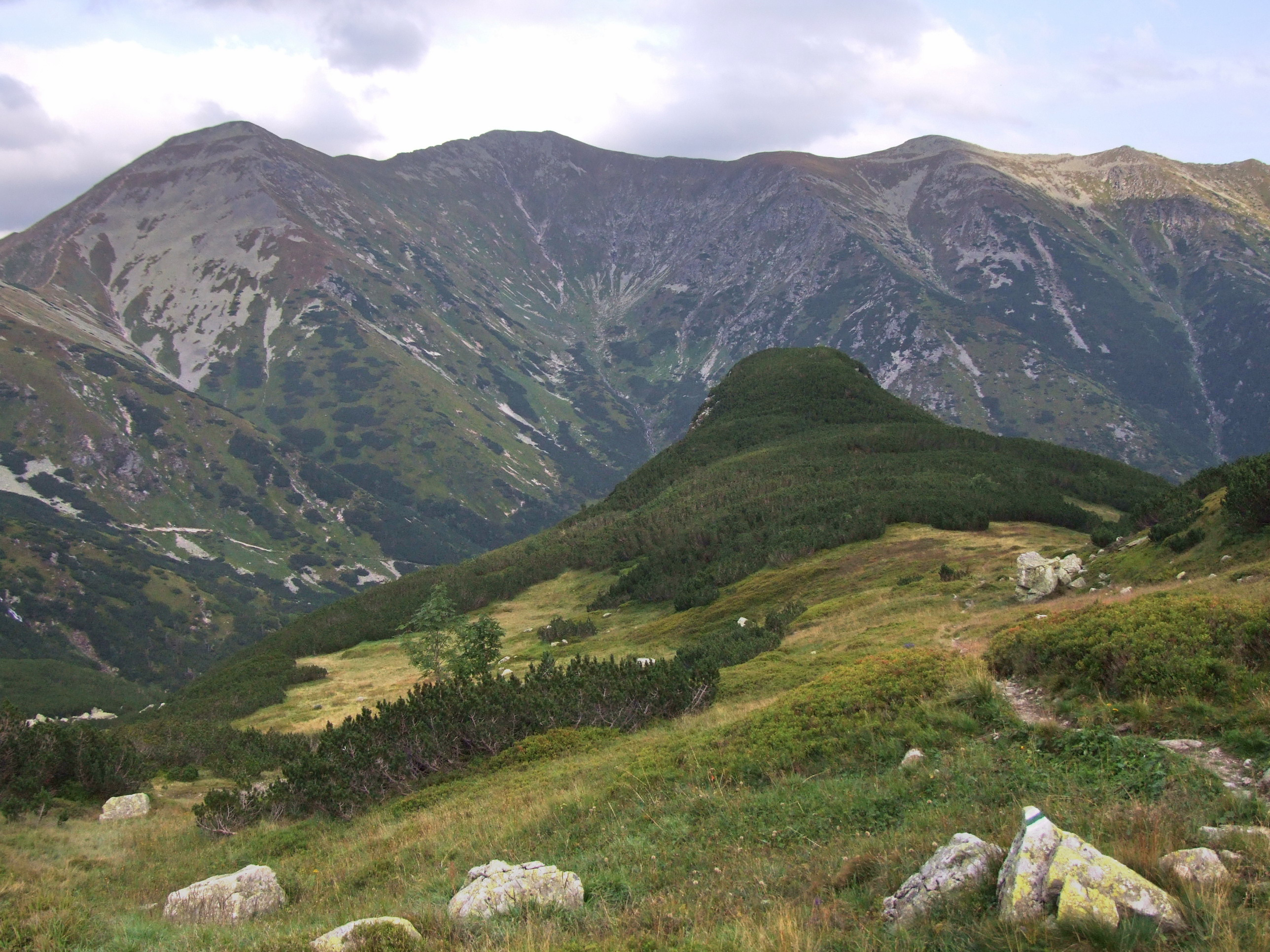
Ogładzony przez lodowce nunatak w Jamnickiej Dolinie w Tatrach (poniżej grzbietu Otargańców)

Nunatak (kalaallisut: nunataq) – wzgórze, szczyt wznoszący się nad powierzchnię lądolodu i otoczony zewsząd przez pokrywę lodową.
Nunataki występują w obszarach pokrytych lądolodem (na Grenlandii, Antarktydzie) lub w silnie zlodowaconych górach np. na Spitsbergenie. Mają z reguły postać ostrych i poszarpanych skał i masywów skalnych, który jest wynikiem intensywnego wietrzenia mrozowego. Po ustąpieniu lądolodu odznaczają się w krajobrazie silnym kontrastem z obłymi formami terenu, znajdującymi się poniżej dawnej powierzchni lodu.
Słowo „nunatak” zostało zaczerpnięte z używanego na Grenlandii języka inuktitut, w którym oznacza „czarną skałę” – obrazując kontrast, jakim ciemny skrawek lądu odznacza się na tle śniegu. Jest obecnie używane w większości europejskich języków, w językach Europy zachodniej przynajmniej od lat 80. XIX w.
Przykładem nunataku na terenie Polski była, w czasie zlodowacenia południowopolskiego, góra Ślęża, a także wyższe szczyty Gór Świętokrzyskich, na których rozwijało się wietrzenie mrozowe, dając w efekcie dzisiejsze gołoborza. W Tatrach przykładem nunataku, ogładzonego przez występujące tam w plejstocenie lodowce górskie, jest Czarna Kopa w Dolinie Jamnickiej.